# Liste der Baudenkmale in Kümmernitztal
In der Liste der Baudenkmale in Kümmernitztal sind alle Baudenkmale der brandenburgischen Gemeinde Kümmernitztal und ihrer Ortsteile aufgelistet. Grundlage ist die Veröffentlichung der Landesdenkmalliste mit dem Stand vom 31. Dezember 2020.

## Baudenkmale
In den Spalten befinden sich folgende Informationen:
- ID-Nr.: Die Nummer wird vom Brandenburgischen Landesamt für Denkmalpflege vergeben. Ein Link hinter der Nummer führt zum Eintrag über das Denkmal in der Denkmaldatenbank. In dieser Spalte kann sich zusätzlich das Wort Wikidata befinden, der entsprechende Link führt zu Angaben zu diesem Denkmal bei Wikidata.
- Lage: die Adresse des Denkmales und die geographischen Koordinaten. Link zu einem Kartenansichtstool, um Koordinaten zu setzen. In der Kartenansicht sind Denkmale ohne Koordinaten mit einem roten beziehungsweise orangen Marker dargestellt und können in der Karte gesetzt werden. Denkmale ohne Bild sind mit einem blauen bzw. roten Marker gekennzeichnet, Denkmale mit Bild mit einem grünen beziehungsweise orangen Marker.
- Bezeichnung: Bezeichnung in den offiziellen Listen des Brandenburgischen Landesamtes für Denkmalpflege. Ein Link hinter der Bezeichnung führt zum Wikipedia-Artikel über das Denkmal.
- Beschreibung: die Beschreibung des Denkmales
- Bild: ein Bild des Denkmales und gegebenenfalls einen Link zu weiteren Fotos des Baudenkmals im Medienarchiv Wikimedia Commons

### Buckow
| ID-Nr.            | Lage              | Bezeichnung                                       | Beschreibung | Bild           |
| ----------------- | ----------------- | ------------------------------------------------- | --- | -------------- |
| 09160137          | Ringstraße (Lage) | Gedenktafel für die Opfer des Todesmarschs (1945) | | BW             |
| 09160136 Wikidata | Ringstraße (Lage) | Dorfkirche mit Glockenstuhl                       | Die evangelische Kirche wurde 1883 aus Fachwerk errichtet. Im Inneren eine Barockkanzel wahrscheinlich aus dem 18. Jahrhundert. | weitere Bilder |

### Grabow
| ID-Nr.            | Lage                   | Bezeichnung                                       | Beschreibung | Bild                                              |
| ----------------- | ---------------------- | ------------------------------------------------- | ------------ | ------------------------------------------------- |
| 09160139          | Buckower Straße (Lage) | Gedenktafel für die Opfer des Todesmarschs (1945) |              | Gedenktafel für die Opfer des Todesmarschs (1945) |
| 09160138 Wikidata | Hauptstraße (Lage)     | Dorfkirche                                        |              | weitere Bilder                                    |

### Preddöhl
| ID-Nr.   | Lage                 | Bezeichnung                    | Beschreibung | Bild           |
| -------- | -------------------- | ------------------------------ | --- | -------------- |
| 09160674 | Dorfstraße 2 (Lage)  | Dorfkirche                     | Die Kirche stammt im Kern aus der Mitte des 13. Jahrhunderts. Restauriert wurde die Kirche 1840. Im Inneren stammt der Kanzelaltar aus dem Jahre 1840, wie auch die andere Ausstattung der Kirche. | weitere Bilder |
| 09160866 | Dorfstraße 8 (Lage)  | Schmiede                       | | Schmiede       |
| 09161041 | Dorfstraße 36 (Lage) | Villa Maria mit zwei Pavillons | | weitere Bilder |
| 09160446 | Dorfstraße 53 (Lage) | Gasthof                        | Das Vorlaubenhaus wurde etwa um 1820 bis 1830 errichtet. | Gasthof        |